# 獣戦士ガルキーバ
『獣戦士ガルキーバ』（じゅうせんしガルキーバ）は、1995年（平成7年）4月4日 - 9月26日まで毎週火曜18:00〜18:30の時間帯においてテレビ東京系で放送された童話的な英雄忌憚アニメ。全26話。

## 概要
昔話の「桃太郎」や「金太郎」をモチーフとしてメインキャラクターを設定し、「戦士」として定め付けられた少年の葛藤や「戦争」という状況下での人々の心情などを描いている。
完全版DVDボックスのブックレットに掲載されている監督・日高政光のコメントによると、企画当初は全4クールの放送予定で玩具も発売されるということで、基本的に子供向けの番組にする方向性であった。しかし、玩具の発売は中止となり、総本数も2クール分のみということで決定したため、ハイティーン向けのシリアスなハード路線に転向し、最終的に現在の「ガルキーバ」の形になった。予定では、3クール目は桃矢たちをエターナリアへ行かせ、当地で苦しむ人々との触れ合いからさらなるドラマの広がりを求め、獣人たちのドラマも展開させていくつもりであった。4クール目では桃矢に、作品のテーマに大きく関わる「究極の選択」ともいえることを選ばせる予定だったが、番組は予定の半分の2クールで打ち切りとなっている。
シリーズ構成の金巻兼一は、本来予定されていた展開を追加・再編集した小説版を執筆しているが、それでも全ての謎は解かれていない。金巻本人がアニメディア誌上で明かしたところによると、描かれなかったエピソードには『エターナリアの人々から見た大いなる反転』などがある。
メディアミックス展開ではCDドラマやコミックスが発売される等した。玩具展開が予定されていたが、企画段階で中止になっている。2004年5月28日に、完全版DVDボックスが発売された。

## 登場人物

### アースサイド

#### メインキャラクター
以下、年齢・誕生日・身長・3サイズはすべてDVD-BOXのブックレットより
神城 桃矢
声 - 岩永哲哉
17歳、4月4日生まれ、身長170cm。
本作の主人公。戦士ラディアスの魂を受け継ぐ少年。活発でやんちゃ、行動的な性格。
だが精神的には幼く、興味本位で近づいた戦場で重傷者に出くわして怯えたり、戦士の運命や煌の覚醒をなかなか受け入れられなかったり、焦燥感に駆られて暴走したりと未熟さが目立つ。
生意気で口は悪く一言多いが、直気や麻由がどこにいてもわかるように服にこっそり発信機を付けていたり、煌につっかかるテディアムに、煌より先に食ってかかるなど、根は優しく他人を思いやることができる性格。
特技は幼い頃から始めていた剣道で、昔野高校剣道部では副将を務める。好物はピーチジュース。絶叫マシンが苦手。
漫画版ではミレイアに連れられ一度エターナリアへと渡る。そこでミレイアの行う儀式を自らの力で破り、更なる力を得ることになる。
金剛 煌
声 - 北沢洋
17歳、5月5日生まれ、身長173cm。
桃矢、このはの共通の友人で、戦士リュートの魂を受け継ぐ少年。このはに密かに思いを寄せる。
通っている学校では常に成績上位をキープする秀才。一見ひ弱だが、芯は強く物語終盤では桃矢を凌ぐ成長を見せ、桃矢より先にガルキーバへの覚醒に近づく。
しかし皮肉にもそのことが桃矢の死の遠因となり、第25話「戦士煌」にてドーラ・ギルに殺された桃矢を復活させるためその命を捧げた。
小説版及び『サンライズ英雄譚シリーズ』では最後まで戦死しない。
漫画版ではエターナリアへと渡った桃矢に代わり、孤軍奮闘する。要塞内でザザを倒したかに思えたが、ザザに操られ桃矢と対決する。
このはの姿を見て意識が戻った煌は、桃矢の神剣で自分の胸を刺し貫き絶命してしまう。
小説版では絵本屋で初めて桃矢とこのはに出会い、要塞都市の攻撃後に避難地へ避難している。エターナリアで少女クレイトと恋仲になる。
戦いの後エターナリアへ渡ろうとするが、クレイトに止められ仕方なくアースサイドに残る。
舞原 このは
声 - 根谷美智子
17歳、3月3日生まれ、身長163cm、B88W56H88。
実家は金桃寺という寺。快活で活動的な性格。桃矢とは幼稚園時代からの腐れ縁で、憎まれ口を叩き合う仲だが、実は桃矢のことを憎からず思っている。
料理が得意など家庭的な面も持つ。桃矢にあてつけるため、煌に気があるような素振りを見せたこともある。
漫画版最終話ではザザの攻撃からミレイア姫に助けられた。
小説版ではクレイトの呼びかけに応え、アースサイドとエターナリアを繋ぐ役割を果たし桃矢と煌をアースサイドに呼び戻した。
舞原 一馬
声 - 茶風林
45歳。第3話「この想い誰がために」より登場。
このはの父。職業は僧侶。無愛想な性格だが情には篤い。
かつては特殊部隊に所属する軍人で、甲斐龍介とは親友だった。
第3話「この想い誰がために」においてマンションの住人の糾弾を受け、白眼視を受ける存在となった桃矢とアニマノイド三戦士を寺に居候させる。ピークウッドとはいい漫才コンビである。
小説版でも特殊な経歴を活かし、廃墟から食料や衣料品を調達したり煌が避難したであろう場所を特定するなどしている。
火浦 麻由
声 - 岡村明美
3歳。第3話「この想い誰がために」より登場。
しずかの娘。母親の死後は金桃寺に居候する。ガリエルとは特に仲がいい。
どちらかと言えば桃矢よりも煌の方が好き。記憶を失ったユンの支えとなる。
小説版では避難地に避難している子供たちのひとり。両親は要塞都市の攻撃で亡くなっている。
火浦 直気
声 - 紗ゆり
5歳。第3話「この想い誰がために」より登場。
しずかの息子。母親の死後は金桃寺に居候する。ガリエルとは特に仲がいい。
桃矢を「桃矢兄ちゃん」と慕い、妹思いでもある。
小説版では避難地に避難している子供たちのひとり。両親は要塞都市の攻撃で亡くなっている。
エドワード高崎
声 - 長島雄一
35歳。第3話「この想い誰がために」より登場。
ヘブンズティアからアースサイドに送り込まれた諜報員。アースサイドではそのものずばり、特務機関で働いている。
刑事コロンボのごとき容貌とのんびりした喋り方、『〜であります』という口調が特徴。
白眼視を受ける存在となった桃矢とアニマノイド三戦士へのさらなる攻撃を防ぐため、バックの政治力を活かして報道など各方面に圧力をかける。
エターナルストーンとダークストーンを持ち、ノスフェルティア側の人間でもあった過去がある。レムと同じくガルキーバを一目見ることを目的としている。
最終回ではレムと共にエターナリアへ帰還するが、その際に人間嫌いであることを吐露していた。
メロディ・エアロスミス
声 - 藤井佳代子
22歳、8月8日生まれ、B95W62H91。
第5話「薔薇は戦火に燃ゆ」より登場。USジャーナルで活躍するフリーのジャーナリスト。
無類の動物好きで、捨てられている動物を拾ってきては社内で飼っている。テディアムと仲良くなる。
法師屋 一斗
漫画版第2話に登場する町で有名な少年。金桃寺に居候していた。登場するのは漫画版のみ。

#### サブキャラクター
火浦 しずか
声 - くればやしたくみ
第3話「この想い誰がために」にて登場。
直気と麻由の母親。桃が好物。
戦闘に巻き込まれ重傷を負いながらも直気と麻由を逃がそうとするが、桃矢にふたりを託し力尽き息絶える。
甲斐 龍介
声 - 堀之紀
一馬の旧友。第6話「戦士の眼を持つ男」にて登場。
かつては特殊部隊に属する軍人だった。悩める桃矢に戦士の心得を諭す。エピソードの最後で刺客に殺された。
野呂 大助
声 - 柏倉つとむ
鉄道模型オタクの青年。第9話「涼風の吹く場所」にて登場。
その趣味への入れ込みようはオタクを超え、狂人の域にすら達している。
桃矢と喧嘩して飛び出した直気を同類に洗脳する姿、鉄道模型を壊しそうになった愛猫を殺してしまう姿などは悪魔的な恐怖を呼び起こす。
エピソードの最後で破壊された家の下敷きとなるが生存しており、瓦礫の中で尚も自分の趣味の世界に閉じこもっていた。
美作 善次郎
声 - 塩屋浩三
第19話「黒いうどん」にて登場。うどん屋「美作屋」の主人。
ダー・ユンの攻撃によって死んだ跡取り息子・正一の死を受け入れられず、自衛隊の避難勧告にも従わず営業を続けていた。
美作 正一
声 - 丸山純路
第19話「黒いうどん」にて登場。うどん屋「美作屋」の跡取り息子。
第5話「薔薇は戦火に燃ゆ」でのダー・ユンの攻撃によって背中に致命傷を受け死亡した。
美作 リカ
声 - 西原久美子
第19話「黒いうどん」にて登場。善次郎の娘で正一の妹。
天宮 詩織
声 - 白鳥由里
第18話「慟哭の牙」にて登場。病身の少女で余命幾ばくもなく、両親の死亡後は容態が悪化していたという。
グレイファスと心を通わせるが、傭兵ミラージュの攻撃によって死亡する。
水鳥 祥子
声 - 冬馬由美
第18話「慟哭の牙」にて登場。
鬼丸 大伍
声 - 太田真一郎
第1話「戦士は神獣とともに」第16話「朝[あした]に降る闇」にて登場。
剣道を得意とする高校生。その実力は全国2位と、桃矢より相当に上である。
戦いの中で腕を負傷し夢を断たれ、夢を失った心の隙を突かれ傭兵ダンスからザビラクル・ノヴァ発動の鍵（ホット・キー）を受け取ってしまい、最後はザビラクル・ノヴァ封印のため異界に姿を消すという悲劇的な最期を遂げた。明確に死んだと分かるよりも、なお悲劇的。
サヤカ
声 - 麻見順子
第20話「金の雪景」にて登場した少女。
世が世なら女盗賊としてやっていけるであろうほど抜け目がない。ガリエルとは結構ウマが合う。
矢立の妻
声 - 津賀有子

### エターナリア
もうひとつの地球。ヘブンズティアとノスフェルティアとの長きにわたる戦争の影響で、氷河が広がり星は死に始めている。

#### ヘブンズティア
人間とアニマノイドが共存する国家。滅びを自らが招いた酬いとして受け入れようとしている。

##### 機牙の戦士
グレイファス
声 - 一条和矢
25歳、身長190cm。狼族のアニマノイドの戦士。武器はレーザー・ホイップ。
理知的な性格だが同時に好奇心旺盛で、機械を見ると分解してみたがるという奇癖を持つが元に戻せたことは皆無。
尊大でプライドが高い面もあり、グレちゃんと呼ばれると激しく怒る。天宮詩織との悲恋は印象的。
ビークウッド
声 - 坂口賢一
28歳、身長210cm。鷹族のアニマノイドの戦士。武器はレーザー・ボウ。
冷静沈着かつ緻密な性格であり、常に敬語口調で話す。大自然の美を愛で、即興の詩を吟じる詩人でもある。
鳥らしくその味覚は人間とは大きく異なっているようで、第19話「黒いうどん」にては土が混じりこんだ黒いうどんを大地の味、美味と言っていた。
ガリエル
声 - 巻島直樹
23歳、身長200cm。猿族のアニマノイドの戦士。武器はレーザー・ホイール。
豪放かつ陽気な性格。桃矢のことを大将と呼ぶ。
酒を飲むと踊り出す。女性に触れられるとジンマシンが出るなど分かりやすい癖が多い。直気と麻由の遊び相手。
テディアム
声 - 結城比呂
18歳、身長215cm。熊族のアニマノイドの戦士。武器は六尺棒。第11話「聖なる悪夢の序曲」より登場。
プライドが高く、気性の激しい性格。全軍の指揮官だったが、ミレイアの決定によって煌のパートナーとしてアースサイドに赴く。
元々アースサイド行きの決定に不服な上、その血気盛んな性格から当初は桃矢たちと度々衝突した。特にパートナーの煌に対しては、甘さの目立つ彼への苛立ちから不遜な態度で当たる事も多かった。
だが、次第に煌の成長を認め信頼する間柄となり、彼の死に際しては激しく慟哭した。
かつて戦争の巻き添えで、妹を12の若さで亡くしている。妹がミレイアに捧げるために作った風鈴を形見として持っており（ノスフェルティア本部突撃時にザザを血眼になって探していた様子から、ザザが関与していた可能性が示唆されている）、妹に似た印象を持つメロディのことを憎からず思っていたようである。

##### 人間・アニマノイド
ミレイア・エターナル
声 - 岡村明美
16歳、身長158cm。ヘブンズティアの王女。
温厚な性格だが、テディアムをアースサイドに派遣したりザザ討伐に精鋭部隊を送り込むなど、君主として決然とした行動力を示すことは躊躇わない。
漫画版ではザザの攻撃から桃矢を救い、真の戦士を目覚めさせる儀式を行おうとした。
その儀式は自らの命を代償に桃矢の魂とラディアスの魂を入れ替える、つまりラディアス本人を桃矢の代わりに呼び出すというもの。
操られた煌を元に戻すためこのはをエターナリアにテレポートさせる。そしてこのはを「このはさん」と呼ぶこととなる。
神城 ミル
声 - 藤井佳代子
桃矢の母。戦士ラディアスの魂を胎内に受け入れ、桃矢としてこの世に生み出した。
第2話「伝説という名の炎」ラストにおいて桃矢を置いてエターナリアに帰還する。
ラディアスの魂を受け入れるシーンの描写から、巫女のような存在と推測される。
小説版ではこのはと共に避難地へ避難している。
神城 コウ
声 - 小野英昭
桃矢の父。ミルとは戦士ラディアスを育てるための仮の夫婦だったようだが、関係は良好だったようだ。
第2話「伝説という名の炎」ラストにおいて桃矢を置いてエターナリアに帰還する。帰還後の描写から、ミレイアの側近だったと推測される。
小説版ではこのはと共に避難地へ避難している。
金剛 ケイ
声 - 川津泰彦
金剛 リン
声 - 岡本嘉子
煌の両親。戦士リュートを育てるための仮の夫婦だったようだが、煌への愛は本物で本心では煌が戦士となることに否定的だった。
エターナリアでの地位・役職は不明。小説版では要塞の無差別攻撃により死亡している。
ラディアス
桃矢の体の中に眠る伝説の戦士。漫画版の2巻で姿を見せた。アニメでは登場しない。
小説版では地を駆る黄金の戦士。グレイファスの先祖が仕えた。
リュート
声 - 折笠愛
かつてラディアスとともに戦った女戦士。桃矢を復活させたいと願う煌の願いに応え、その命を代償に桃矢を復活させた。
リュートもまたラディアスのために自分の命を捧げたという。
小説版では天を駆る白銀の戦士。テディアムの先祖が仕えた。
クライゼル
小説「真時空伝説ガルキーバ」に登場。炎を駆る紅蓮の戦士。ラディアス、リュートと共に戦った伝説の戦士の1人。
その魂を受け継いだ転生体はダークノイドの最初の攻撃で死亡しており、桃矢たちのように戦士として覚醒することは無かった。ガリエルの先祖の主。
アイレシオ
小説「真時空伝説ガルキーバ」に登場。水を駆る群青の戦士。ラディアス、リュートと共に戦った伝説の戦士の1人。
クライゼルと同様、その転生体は覚醒前に死亡している。ビークウッドの先祖の主。
シンザ
声 - 茶風林
ミレイアに仕える獅子のアニマノイドの重臣。宰相的存在。
クレイト
小説「真時空伝説ガルキーバ」に登場。
エターナリア人の少女。ミレイアと同等かそれ以上の力を持っている。
怒りに我を忘れ、虫を操って両親を襲わせ死なせた過去があり、その罪の意識から幾度となく自殺を試みている。
煌の説得により生き続けることを誓い、そして桃矢と煌をアースサイドへと「時空越え」させる。
戦いの後、ミレイアの冠を受け継ぎエターナリアの女王となった。
エメル・ウルファウス
小説「真時空伝説ガルキーバ」に登場。丁寧な口調の狼のアニマノイド。
ミレイアに仕えている侍女。グレイファスの恋人でもある。

#### ノスフェルティア

##### ダークノイド
ノスフェルティアの支配種族。鬼をモチーフとした種族。
自らを最も優れた種族であると自認しており他種族を見下す傾向が強い。
ダークノイドのこの性質のためノスフェルティアは人間・アニマノイドを中心とするヘブンズティアとは相容れず、長気に渡って戦い続けてきた。
ただし、エターナリアそのものの危機に際してはヘブンズティアと共闘することもある。
知能は高く、高度な科学技術を有するが、肉体的な強さにおいてはアニマノイドやその混血に劣る部分もある。
文化的特徴として、暗色系のエターナルストーンを守護石として重んじること、頭部に角を模したサークレット状の装飾品をつける習慣がある。
社会制度は戦闘本位のものであるらしく、「ダー」の称号を受け継ぐ戦士階級が重んじられている。

###### ブルーピットアウェイク部隊
ダー・レム / ドーラ・レム
声 - 中田和宏
25歳、身長185cm。
味方をも平然と使い捨て（薬漬けにして捨て駒に使用）にして勝利を得たかつての戦歴から『シベールの氷の瞳』と呼ばれ恐れられるダークノイドの戦士。
ドーラ・ヨマ配下の三戦士の筆頭格。ドーラ・ヨマに従ってアースサイドに赴く。
ヨマの戦死後は後任となったドーラ・ギルに従うが、ドーラ・ギルの拳銃盗難事件での対応や、死体に転生しガイとなって現れたドーラ・ヨマへの態度などから見るにそのいずれをも軽蔑し、嘲笑っていたようだ。
剣の達人であり、パイプオルガンの名手でもある。魔力も卓越していると見え、霊体となって前線要塞に姿を現したプリンス・ザザの姿を見ることができた。
そのことからザザに認められ、ドーラ（司令官）に昇進。ドーラ・レムとなった。その最終目的はガルキーバとなった桃矢との、命を賭けた戦いである。
最終話ではエドワード高崎と共にエターナリアに帰還し、二人の会話がこの作品の締めくくりとなる。
漫画版ではザザを裏切り殺そうとするが、ほぼ不死となったザザに逆に洗脳され操られる。
「剣は剣士の魂」という考えがあり、自分の剣を手に取ったことがきっかけで意識が覚醒、桃矢に自分を殺すように頼んだ。
小説版では最初からドーラ・レムとして登場。目的はやはりガルキーバとの戦いである。ザザですら目的を達成するために駒としか見ていない。
最後はユンに刺され、新型バイオメックの中で死亡する。本名は「ゼグライン・ダー・レム」。
ダー・ユン
声 - 紗ゆり
21歳、身長175cm、B90W60H92。命乞いをした兵士をも躊躇なく殺害する冷血さから、『ギルバの吸血鬼』の異名を持つ女戦士。ドーラ・ヨマに従う三戦士の一人としてアースサイドに赴く。
ダーの称号を受け継ぐ戦士の家系の生まれであり、ダークノイドの社会では貴族的位置にある。
同僚の戦士ダー・ラクの死によってブルー・ピット探索、アウェイクの任を引き継ぎ、任務の大半を成功させる。
レムとは恋仲であったようだが、実は利用されていただけであり、失態が続くとあっさりと捨てられてしまった。
捨て身で最後のブルー・ピットをアウェイクするも、重傷を負い記憶喪失となる。
その後アースサイド側に保護されるが最終的には記憶を取り戻し、アースサイド側の協力者となって前線要塞攻略に力を貸した。
レムと対峙した直後自決を試みるが一馬に諌められ、直気と麻由のために生きることを誓う。
小説版では戦士抹殺を任されているがやはりレムに利用されていただけであり、最後はレムの脇腹に剣を刺し背後からレムに斬られ死亡する。
本名は「ライラック・ダー・ユン」。
ダー・ラク
声 - 長島雄一
ドーラ・ヨマに従いアースサイドにやってきたダークノイド三戦士の一人。
容貌は冴えないが、ダーの称号を受け継ぐ戦士の家系の生まれであり、ダークノイドの社会では貴族的位置にある。
能力的には戦士として決して不足ではないのだろうが、血気にはやる性格ゆえに任務を忘れがちなところがある。
失敗を重ねた挙句第4話「蒼き戦士の迷走」にてついにブルー・ピットアウェイクの任務から外されてしまう。
最期は出撃するユンに当身を食わせてバイオメックを奪い取り、命と引き換えにブルーピットの一つをアウェイクして死に花を咲かせた。
ルタ・ザウラン
声 - 辻親八
第8話「まほろばの凶戦士」にて登場。
かつてダー・ユンの配下だったというアニマノイドの戦士。ダークノイドとの混血であるらしい。
見張り兵を一撃で倒しユンの病室に忍び込んだ際のセリフ及びレムへの態度から、純血のダークノイドへの果てない憎しみと憧れが窺える。
ユンに思いを寄せていたようであるが、ユンは彼のことを全く意識しておらず、死後ですら一顧だにすることはなかった。
ドーラ・ヨマ
声 - 堀部隆一
ノスフェルティアのアースサイド侵攻軍初代司令官。剣士であること、戦士であることに誇りを持つ老戦士。
ブルー・ピットのアウェイクの任務を帯びてアースサイドに派遣され、配下の三戦士のうち二人までを失うも任務を成功させる。
第11話「聖なる悪夢の序曲」にて、ブルー・ピットのアウェイクが完了した後は引き続き要塞都市の司令官として戦うことを臨むが、プリンス・ザザの気まぐれ、あるいは悪意によって司令官の座はドーラ・ギルに奪われる。
その後桃矢との戦いに敗れて戦死するも、転生術を使い死体に転生しガイとなって戦場に舞い戻る。
その正体に気付いたドーラ・レムとの戦いの中、「聖戦士の務めを果たす」という言葉を口にしていたが、この「聖戦士」がいかなる存在であったのかは謎。

###### アースサイド侵攻部隊
ドーラ・ギル
声 - 平野正人
ノスフェルティアのアースサイド侵攻軍二代目司令官。
第11話「聖なる悪夢の序曲」にてプリンス・ザザに取り入り要塞都市の司令官の座を手にする。
阿諛追従の輩で銃を偏愛する。インザクト、ドーラ・ヨマ曰く『運だけで成り上がった男』『真の戦士ではない』。
その評価通り指揮官としての能力・人望は皆無で、雇った傭兵たちにも不遜な態度を取られることが多かった。
更に魔力も低いらしく、レムとは違い前線要塞に姿を現したザザの霊体を見ることが出来なかった。
そのことでザザに見限られてしまい、司令官の座を降格されかけ、傭兵たちからも完全に見下されて嘲笑われる存在と成り果てる。
挙句、功を焦るあまり捕らえた桃矢を殺害したことでレムの怒りも買ってしまう。
その末路は陥落する要塞の中でガイに致命傷を負わされ、助けを求めて近づいたアースサイドの兵たちによって蜂の巣にされる、という哀れなものであった。
プリンス・ザザ
声 - 結城比呂
ノスフェルティアの王。
悪意ある存在だが、同時に聖なる存在であり、己の肉体を贄とし『大いなる反転』を企てる。
登場初期は貴族的かつ小悪魔的な美少年であったが、大いなる反転を行うための力を得るべく修行を重ねるにつれ、老人のような醜悪な姿へと変貌。
最終的には肉体を捨て去り、巨大な悪鬼のごとき精神体となった。最終回で倒されるも、魂は滅びていないことが暗示されている。
漫画版では200年前に弟に家督が原因で暗殺されそうになり、逆に返り討ちにしている。

###### 傭兵
ダー・レムによって集められたヒューマノイドやアニマノイド。アースサイド侵攻部隊の中核をなす。
ガーズ
声 - 石井康嗣
第13話「猛き反逆の獣戦士」にて登場。ダー・レムにより集められた最初の傭兵で、爬虫類型の頭部を持つ。
トラッシュ
声 - 龍田直樹
第15話「こころ遥かに」にて登場。鼠族の血の混じった傭兵。鼠を操る能力を持つ。素行が下品でドーラ・ギルの前でも食べ物を食い散らかす。
ダンス
声 - 島田敏
第16話「朝[あした]に降る闇」にて登場。
道化師のような姿をした傭兵で、道化師型バトルメックを遠隔操作して戦う。
言動も行動も道化じみているが、「伝説の戦士達への生贄には地球の命全てが相応しい」とし、
ノスフェルティアの最終兵器・ザビラクル・ノヴァの鍵（ホット・キー）を盗み出すなど、その精神は常軌を逸している。
討手となったレムに斬り捨てられるも、最後の力で鍵を鬼丸に渡した。
オー・ル・ボワール
声 - 根谷美智子
第17話「戯れの夜」にて登場。
ダー・レムによって集められた傭兵の一人で、人間と猫人族とのハーフと思しき女兵士。自分のDNAを変化させて他人に変身することができる。
このはに化けて桃矢を欺いたが、煌の覚えていた思い出によってその正体を見破られる。
最期はその卑劣さに激怒した桃矢によって乗機のコクピットを貫かれ無残な最期を遂げた。
ミラージュ
声 - 稲葉実
第18話「慟哭の牙」にて登場。血を見ることを好む残虐な傭兵。
被災者を狩ることを楽しみとしており、天宮詩織の入院していた病院を襲撃し、結果的に彼女を死に至らしめる。
激怒したグレイファスと交戦するも劣勢になり、逃走を図った所を倒された。
インザクト
声 - 梁田清之
第19話「黒いうどん」にて登場。自分の腕に絶対の自信を置く最強の傭兵。
優雅に美食を楽しみ、ワインを嗜むなどの美意識を持ち、容姿や服装も他の傭兵とは比べ物にならぬほど洗練されている。
ドーラ・ギルはおろかダー・レムすら見下す態度を取るが、ワイン選びのセンスからレムに詰めの甘さ、底の浅さを見透かされ密かに嘲笑われる。
最後はまさしくその詰めの甘さによって戦死。望んでいたレムとの手合わせは叶うことはなかった。
ニトロ
声 - 江川央生
第20話「金の雪景」にて登場した、爆薬を武器として使う傭兵。
鉱山の爆破技師の出身であり、顔の半面は皮膚呼吸すらできぬほどの凄まじい火傷を負っている。本人曰く『今まで苦労ばかりしてきた』らしい。
その凄まじい火傷に怯えるドーラ・ギルに対し報酬の値上げを要求。十倍の値段をふっかけた。
最期は落ちた金に目がくらみ、その隙に攻撃を受けて死亡。
ジェントル
声 - 菅原淳一
第21話「熱く哀しく」にて登場した傭兵。肩から掛けたがま口ポーチに宝石を貯め込んでいる。
ドーラ・ギルがザール戦線勝利の記念に作らせた全体に金箔を押した（趣味の悪い）拳銃を盗み、バトルメックでノスフェルティアに逃亡しようとしたが、ダー・レムに見つかる。
見逃して貰う条件として桃矢たち討伐の命令を受け出撃するが、返り討ちに遭う。
乗機を捨てて逃亡を図るがポーチを落としてしまい、それに気を取られている内に逃げ遅れて死亡した。
ガイ
声 - 山野井仁
第22話「運命の予感」にて登場した大物傭兵。レムと反目する。
自ら金を出して傭兵達を雇い、バトルメック軍団を率いてアースサイドに攻撃をかけてきた。
優れた曲刀の使い手。虎の毛皮を意匠とした甲冑をまとい、搭乗するバトルメックも虎をモチーフとしている。
実は戦死したドーラ・ヨマが転生術を使い死体に転生した存在。
死体に転生した者はその死体の崩壊と共に滅び去る定めであるがため、後期には肉体が崩壊しかけ、残された時間の少なさに焦る姿などが見られた。
最終回ではドーラ・ギルに致命傷を与え、かつての復讐を果たし溜飲を下げていた。

## 登場メカ
バイオメック
ダークノイドの戦士が搭乗・操縦する。
脱出装置を兼ねた共通のコックピットがあり、時空越境システムを使う。生物と機械の要素を混ぜ合わせたような形。
操縦方法はTV版ではコクピットに座って操縦する方式だが、小説版では液体を満たした棺のような中に入って操縦する、モーショントレースに近い形に変更されている。
カマキリ型バイオメック
OPのみに登場したバイオメック。
シーグローラ
第1話に登場したヤドカリの形をしたバイオメック。
デラクイン
第2話に登場したコウモリの形をしたバイオメック。新宿の街に出現した。
サングロス
第3話に登場したサイの形をしたバイオメック。渋谷に出現した。
ダイアロン
第4話に登場した人型のバイオメック。本来の乗り手はダー・ユンだったが、ダー・ラクに奪われた。
バイザード
第5話に登場したハチの形をしユンが初出撃したバイオメック。
イタチ型バイオメック
第6話に登場した。
バルキリス
第7話に登場したバッタの形をしたバイオメック。
ザムリガン
第8話に登場したルダ・ザウランが操縦するカニの形をしたバイオメック。
ダンゴムシ型バイオメック
第9話に登場した。
ギルバイラー
第10話に登場したダー・ユンを模した女性型バイオメック。飛行形態に変形する。
ガルザック
第12話に登場したドーラ・ヨマが操縦する最後の機体となるバイオメック。
バトルメック
ダークノイドの傭兵が 搭乗・操縦する。メカニカルな形を持つ機体。後半では量産型バトルメックも登場した。
ガンザス
第13話に登場したガーズが操縦する最初のバトルメック。
トラッシュ専用バトルメック
第15話に登場するバトルメック。ネズミに似た姿をしており、背面にある無数のトゲ付きワイヤーを射出して攻撃する。
ル・ボワール専用バトルメック
第17話に登場するコウモリに似ているバトルメック。
ミラージュ専用バトルメック
第18話に登場するケンタウロスに似たバトルメック。詩織の入院していた病院を襲った。頭部の機銃と有線式クローアームを武器とする。また、上半身が分離・飛行可能。
インザクト専用バトルメック
第19話に登場した鳥型バトルメック。翼の付け根部分にある放熱板と思しき部位から無数の火球を生成し、それらをビットの様に操って戦う。
ニトロ専用バトルメック
第20話に登場したバトルメック。カエルの様なずんぐりとしたフォルムを持つ。
ジェントル専用バトルメック
第21話に登場したバトルメック。
ガイ専用バトルメック
第22話から第24話に登場したガイが操縦する巨大バトルメック。翼を生やした人型の上半身と虎型の下半身を持ち、分離して2体の機体となる。
量産型バトルメック
第22話から第24話に登場したダークノイドの戦士と傭兵が乗り込む。
通常タイプ、攻撃タイプ（背中のキャノン方と両足のミサイルの装備している）、飛行タイプ（翼付き）の3種類のバリエーションを持つ。
暗黒神獣（カゲ）
第26話に登場したザザの力で4獣人の影から生み出した、機甲神獣に似ている獣。
要塞都市
ドーラ・ギルが指揮する前線基地。棘がいくつも突き出した鋭角的なデザイン。
セクション・ボズなどいくつかのブロック名が判明している。最終回で防衛隊の攻撃で陥落した。小説版での名称は「ヴェス」。
ザビラクル・ノヴァ
ノスフェルティアの最終兵器と呼ばれる。その威力はノスフェルティアの者ですら恐れるほど。後年の最終兵器彼女に登場したちせの最終形態と類似した概観を持つ。
漫画版では逆にヘブンズティアが所有する最終兵器。ミレイアは最終手段としてザビラクル・ノヴァを使い、エターナリアの軌道を変えることで大いなる反転を阻止しようとした。

## スタッフ
以下、DVD-BOXのブックレットより
- 企画：サンライズ
- 原作：矢立肇
- シリーズ構成：金巻兼一
- キャラクターデザイン：平井久司
- プロテクトアーマーデザイン：平井久司、やまだたかひろ
- ゲストメカデザイン：やまだたかひろ（1〜12話、14話）、小黒晃（13話〜）
- 美術監督：岡田有章、永吉幸樹
- 色彩設定：歌川律子
- 撮影監督：土岐浩司、千葉英樹
- 編集：鶴渕友彰
- 音楽：川井憲次
- 音響監督：藤野貞義
- 音響制作：千田啓子
- 効果：蔭山満（フィズサウンドクリエイション）
- 調整：西澤規夫
- 録音：整音スタジオ
- 現像：東京現像所
- 連載：「少年サンデー超増刊（スーパー）」（原作：矢立肇 作画：斉藤むねお。週刊少年サンデー平成7年4月増刊号より平成7年11月増刊号まで全8回。小学館サンデーコミックスより全2巻刊行）
- 広報担当：門司玲子（テレビ東京）
- レコード：東芝EMI、TMファクトリー
- 音楽協力：テレビ東京ミュージック
- 制作デスク：池部茂
- 文芸設定：山本恵（〜9話）
- 文芸：小暮今日子（10話〜）
- 設定制作：山本恵（10話〜）
- 制作事務：直江小夜子（〜4話）、鈴木咲子（5話〜）
- プロデューサー：小林教子（テレビ東京）・小水流正勝（創通エージェンシー）・古澤文邦（サンライズ）
- 監督：日高政光
- 製作：テレビ東京・創通エージェンシー・サンライズ

## 主題歌
以下、DVD-BOXのブックレットより
- オープニングテーマ

　　「Don't look back」（作詞 - 妹尾研祐 / 作曲 - 松尾宗仁 / 編曲 - 松尾宗仁・佐藤宣彦 / 歌 - ZNX）
桃矢の心情と抱く希望がよく伝わる一曲。歌っているZNXはタイアップデビューではなく、この番組以前から活動を展開しているアーティストである。第1話から第25話までのOPと最終回のEDで使用された（最終回にはOPは無い）。
- エンディングテーマ

　　「会いたくて会いたくて 〜Voice of Moon〜」（作詞 - 沢村大和 / 作曲 - 小泉誠司 / 編曲 - Haward Killy / 歌 - 田嶋里香）
第1話から第25話まで使用された。このはの慕情を良く現した良作だが、番組の打ち切りもあり知名度は低い。

## 放映リスト
以下、DVD-BOXのブックレットより
| 話数 | サブタイトル               | 脚本              | 絵コンテ   | 演出            | 作画監督                    | 放映日        |
| ---- | -------------------------- | ----------------- | ---------- | --------------- | --------------------------- | ------------- |
| 1    | 戦士は神獣とともに         | 金巻兼一          | 日高政光   | 吉村章          | 平井久司 (中村プロ)         | 1995年 4月4日 |
| 2    | 伝説という名の炎           | 金巻兼一          | 冨永恒雄   | 福多潤          | 吉田徹                      | 4月11日       |
| 3    | この想い誰がために         | 金巻兼一          | 芦沢剛史   | 谷口悟朗        | 板倉和弘                    | 4月18日       |
| 4    | 蒼き戦士の迷走             | 金巻兼一          | 越智浩仁   | 越智浩仁        | 岩倉和憲                    | 4月25日       |
| 5    | 薔薇は戦火に燃ゆ           | 金巻兼一          | 湊屋夢吉   | 湊屋夢吉        | 久行宏和 (中村プロ)         | 5月2日        |
| 6    | 戦士の眼を持つ男           | 金巻兼一          | 日高政光   | 西山明樹彦      | 村中博美                    | 5月9日        |
| 7    | 微笑[ほほえみ]は戦慄を唄う | 川崎ヒロユキ      | 杉島邦久   | 吉村章          | 板倉和弘                    | 5月16日       |
| 8    | まほろばの凶戦士           | 平野靖士          | 冨永恒雄   | 福多潤          | 吉田徹                      | 5月23日       |
| 9    | 涼風の吹く場所             | 井上敏樹          | 谷口悟朗   | 谷口悟朗        | しんぼたくろう (中村プロ)   | 5月30日       |
| 10   | 赤き刃、青に散る           | 金巻兼一          | 松尾慎     | ひろしまひでき  | 室井富美江 佐野浩敏（メカ） | 6月6日        |
| 11   | 聖なる悪夢の序曲           | 金巻兼一          | 日高政光   | 西山明樹彦      | 久行宏和                    | 6月13日       |
| 12   | 新たなる魂の目覚め         | 金巻兼一          | 越智浩仁   | 越智浩仁        | 内田順久                    | 6月20日       |
| 13   | 猛き反逆の獣戦士           | 金巻兼一          | 福田己津央 | 吉村章          | 板倉和弘                    | 6月27日       |
| 14   | 雨の逃亡者（総集編）       | 日高政光 金巻兼一 | 日高政光   | 日高政光        | 平井久司                    | 7月4日        |
| 15   | こころ遥かに               | 金巻兼一          | 冨永恒雄   | 福多潤          | 吉田徹                      | 7月11日       |
| 16   | 朝[あした]に降る闇         | 會川昇            | 谷口悟朗   | 谷口悟朗        | しんぼたくろう              | 7月18日       |
| 17   | 戯れの夜                   | 川崎ヒロユキ      | 松尾慎     | 黒田やすひろ    | 室井ふみえ 山下敏成（メカ） | 7月25日       |
| 18   | 慟哭の牙                   | 越智浩仁          | 越智浩仁   | 越智浩仁        | 久行宏和 奥野浩行           | 8月2日        |
| 19   | 黒いうどん                 | 井上敏樹          | 杉島邦久   | 西山明樹彦      | 内田順久                    | 8月9日        |
| 20   | 金の雪景                   | 平野靖士          | 滝沢敏文   | 吉村章          | 板倉和弘                    | 8月16日       |
| 21   | 熱く哀しく                 | 金巻兼一          | 冨永恒雄   | 福多潤          | 吉田徹                      | 8月23日       |
| 22   | 運命の予感                 | 金巻兼一          | 谷口悟朗   | 谷口悟朗        | しんぼたくろう              | 8月30日       |
| 23   | 会いたくて                 | 金巻兼一          | 横山広行   | 黒田やすひろ    | 室井ふみえ                  | 9月5日        |
| 24   | 彷徨[さまよい]の果て       | 金巻兼一          | 日高政光   | 西山明樹彦      | しんぼたくろう 大塚健       | 9月12日       |
| 25   | 戦士煌                     | 金巻兼一          | 越智浩仁   | 越智浩仁        | 内田順久                    | 9月19日       |
| 26   | 戦士桃矢                   | 金巻兼一          | 日高政光   | 吉村章 日高政光 | 平井久司                    | 9月26日       |

## ネット局
放送時間は終盤の1995年9月時点。
- テレビ東京（制作局）・テレビ大阪・テレビ愛知・テレビせとうち・テレビ北海道・TVQ九州放送：火曜 18:00 - 18:30
- 山形放送：火曜 16:30 - 17:00
- テレビ信州：火曜 17:00 - 17:30
- テレビ新広島：木曜 5:25 - 5:55

## 関連ラジオ番組
- 根谷美智子・愛のフューチャーランド（KBS京都ラジオ）